# Nitish Kumar

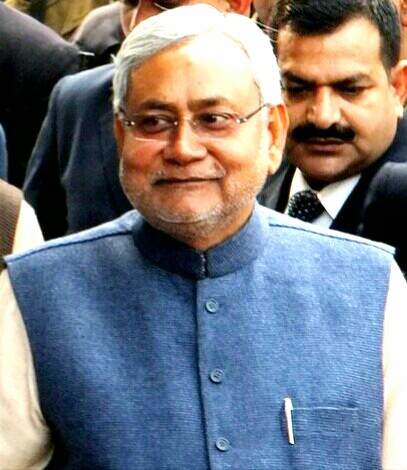
Nitish Kumar

Nitish Kumar (Hindi नितीश कुमार; * 1. März 1951 in Bakhtiarpur, Bihar) ist ein indischer Politiker der Janata Dal (United). 2005 bis 2014 war er als Nachfolger von Rabri Devi Chief Minister von Bihar. Im Mai 2014 trat er von diesem Amt zurück, übernahm das Amt jedoch wieder im Februar 2015.

## Leben
Kumar wurde in einfachen Verhältnissen in einem Dorf in Bihar geboren. Er studierte Elektrotechnik am National Institute of Technology in Patna. Seit 1989 ist er Abgeordneter der Lok Sabha für den Wahlkreis Barh (Wahlen 1989 bis 1999) bzw. den Wahlkreis Nalanda (2004) in Bihar. Anfänglich war er Mitglied der Janata Dal, schloss sich dann 1994 aber der Samata Party an, die sich von der letzteren abgespalten hatte. Später wurde er deren Parteivorsitzender. 2003 schloss sich die Samata Party der Janata Dal (United), einer der Parteien, die nach dem Zerfall der Janata Dal in den Jahren 1997 bis 1999 entstanden waren, an.
Im Kabinett von Ministerpräsident Vajpayee bekleidete Kumar mehrere Ministerposten. Ab 1999 war er Minister für Straßentransport. Vom 27. Mai 2000 bis 21. Juli 2001 und vom 22. November 1999 bis 3. März 2000 fungierte er als indischer Landwirtschaftsminister. Vom 20. März 2001 bis 21. Mai 2004 war Kumar Eisenbahnminister Indiens, ein Amt, das er schon bis August 1999 innegehabt hatte, als er nach dem Eisenbahnunfall von Gaisal zurückgetreten war.
Kumar war mehrfach Chief Minister von Bihar. Erstmals wurde er am 3. März 2000 durch den Gouverneur von Bihar V. C. Pande in dieses Amt berufen. Er trat schon 7 Tage später, am 10. Mai 2000 wieder zurück, nachdem seine Regierung keine Mehrheit im Parlament finden konnte.
Seine zweite Amtszeit als Chief Minister von Bihar begann am 24. November 2005 an der Spitze einer Koalitionsregierung aus JD(U) und Bharatiya Janata Party (BJP). Bei der Parlamentswahl in Bihar 2010 wurde seine Regierungskoalition wiedergewählt.
Im Jahr 2013 kündigte Kumars Partei, die JD(U), wesentlich auf dessen Veranlassung hin das seit 14 Jahren bestehende Bündnis mit der Bharatiya Janata Party (BJP) auf und die JD(U) verließ die BJP-geführte Parteienkoalition der National Democratic Alliance. Als Grund wurde Unzufriedenheit mit dem Spitzenkandidaten der BJP Narendra Modi für die gesamtindische Parlamentswahl im kommenden Jahr angegeben. Nach dem erdrutschartigen Wahlsieg der Bharatiya Janata Party und der relativ schlechten Abschneiden seiner eigenen Partei bei der Wahl zur Lok Sabha 2014 kündigte Kumar seinen Rücktritt als Chief Minister an. Sein Nachfolger im Amt des Chef Ministers wurde Jitan Ram Manjhi. Am 20. Februar 2015 trat Manjhi von diesem Amt wieder zurück um einer drohenden Abstimmungsniederlage bei der Vertrauensfrage im Parlament zu entgehen. Zu seinem Nachfolger wurde am 22. Februar 2015 erneut Nitish Kumar gewählt.
Bei der Parlamentswahl in Bihar im Oktober/November 2015 ging Kumars Janata Dal (United) mit der Partei Rashtriya Janata Dal seines Erzrivalen Lalu Prasad Yadav sowie der Kongresspartei eine „grand alliance“ (Mahagathbandhan) ein. Gemeinsame Gegnerin war die Bharatiya Janata Party, für die vor allem Premierminister Narendra Modi Wahlkampf machte. Die Wahl wurde von der Allianz gewonnen.
Am 26. Juli 2017 erklärte Kumar überraschend seinen Rücktritt vom Amt des Chief Ministers. Er warf seinen bisherigen politischen Verbündeten Lalu Prasad Yadav und dessen Sohn Tejashwi Yadav, der als stellvertretender Chief Minister amtierte, Korruption vor. Noch am selben Tag bot die BJP-Fraktion im Parlament von Bihar ihre Unterstützung bei der Bildung einer neuen Regierung an. Schon drei Tage später, am 29. Juli 2017 wurden die Minister einer neuen Koalitionsregierung aus JD(U), BJP und Lok Janshakti Party mit Kumar als neu-altem Chief Minister vereidigt.
Die Parlamentswahl in Bihar im Oktober/November 2020 wurde durch eine Koalition aus BJP und JD(U) gewonnen. Am 16. November 2020 wurde Nitish Kumar für eine erneute Amtszeit als Chief Minister vereidigt.

## Persönliches
Seit 22. Februar 1973 war Kumar mit Manju Kumari Sinha, einer Lehrerin verheiratet. Seine Frau starb im Jahr 2007. Aus der Ehe ging ein Sohn, Nishant Kumar hervor. Kumar ist Vegetarier, trinkt keinen Alkohol und ist Nichtraucher.